# جورج بوليتزر
جورج بوليتزر (بالفرنسية: Georges Politzer)‏‏ (3 مايو 1903 - 23 مايو 1942) ولد جورج بوليتزر في نافيفارور (هنغاريا) عام 1903. وغادرها إلى باريس عام 1921 على اثر استيلاء الرجعية على السلطة التي كانت تلاحق والده. درس في السوربون ثم علم في ليسية دومولون وانتقل بعد نيله لقب أستاذ الي ليسيه شربورغ واخيراً إلى ليسيه سان موز. اسس مع هنري لوفيفر واخرون مجلات نشر فيها دراسات في علم النفس والتحليل النفسي ونقداً للبرغسونية. كما اسس مركز التوثيق التابع للحزب الشيوعي الفرنسي واشرف عليه، واصبح محرراً في صحيفة الأومانيته وهي الصحيفة المركزية للحزب. وكذالك كان أحد مؤسسي (الجامعة العمالية) في باريس 1935 - 1936 وقد درس فيها طيلة فترة عملها وقبل اقفالها بأمر السلطات المتعاونة مع الهتلرية.